# Божия тварь погибает, а вы сдуру радуетесь
«Бо́жия тварь погиба́ет, а вы сду́ру ра́дуетесь» — крылатое выражение, основанное на цитате из неоконченного (необработанного) романа (повести) «Дубровский» (1832—1833, опубликован в посмертном издании 1841 года) русского писателя Александра Пушкина. Применяется при характеристике смешанных, противоречивых чувств преступника. В данном значении выражение рассматривается в словарях пушкинизмов российских лингвистов Валерия Мокиенко и Константина Сидоренко «Словарь крылатых выражений Пушкина» (1999), «Школьный словарь крылатых выражений Пушкина» (2005).

## Описание
Некоторые слова и выражения из хрестоматийного произведения со временем стали крылатыми, нарицательными: «Спокойно, Маша, я Дубровский», «Дубровский». Такие из них как «Божия тварь погибает, а вы сдуру радуетесь», «Как не так», «Кузнец Архип», «Не дать погибнуть божьей твари», связаны с эпизодом из шестой главы, в которой Владимир Дубровский и его люди поджигают родовое гнездо Кистенёвку, ранее несправедливо отсуженное у его отца соседским помещиком-самодуром Троекуровым. В это время в доме находились подьячие, приехавшие для оформления передачи собственности. Перед поджогом Дубровский послал крепостного кузнеца Архипа отпереть двери и выпустить чиновников. Однако Архип этого не сделал, а наоборот, в тайне от хозяина со словами «как не так, отопри», закрыл дверь на ключ. Со «злобной улыбкой» кузнец наблюдал за пожаром и несмотря на мольбы судейских и няни Дубровского Егоровны, повторял лишь одно: «как не так». Его поведение разительно меняется после того как он заметил на крыше горящего сарая беспомощную кошку. «Мальчишки помирали со смеху, смотря на её отчаяние. — Чему смеётеся, бесенята, — сказал им сердито кузнец.— Бога вы не боитесь — божия тварь погибает, а вы с дуру радуетесь — и поставя лестницу на загоревшуюся кровлю, он полез за кошкою». С риском для своей жизни Архип спас животное. После того как Кистенёвка выгорела, он попрощался с дворней и покинул барское имение, так как ему «здесь делать нечего» без своих прежних хозяев. В черновиках Пушкина представлены несколько вариантов фразы Архипа: «сдуру радуетесь — и поставя лестницу», «сдуру радуетесь — ребята давайте лестницу…».
В словарях языка Пушкина и русского языка реплика Архипа используются для иллюстрирования слова тварь. В статье «Божия тварь погибает, а вы сдуру радуетесь» Мокиенко и Сидоренко привели рассуждение филолога Евгения Верещагина о влиянии библеизмов на творчество Пушкина. Верещагин отмечал, что в современном русском языке слово тварь приобрело отрицательную коннотацию, однако ещё во времена Пушкина сохранялось значение, согласно которому тварь — «любое живое существо, в котором человек видит отпечаток и след первоначального сотворения мира Богом». В качестве подтверждения данного утверждения Верещагин привёл цитату из шестой главы «Дубровского».
Реплика, и в целом поведение Архипа на пожаре, неоднократно рассматривались в литературе. Писатель, поэт, литературовед, публицист, общественный и религиозный деятель, педагог Глеб Анищенко сравнивал изображение поведения народа в драме «Борис Годунов», «Дубровском» и повести «Капитанская дочка». В этих произведениях в народных характерах соединяется в едином целом «милосердие и жестокость». Так, кузнец Архип безжалостно сжигает чиновников и тут же лезет в самое пекло спасать кошку, пожалев, что «Божья тварь погибает». Такие противоречивые чувства характерны и для народного вождя Емельяна Пугачёва в «Капитанской дочке». Отсылка к крестьянскому бунту в «Дубровском» содержится в стихотворении советского поэта Владимира Маяковского «Ода революции» (1918), где также представлено двойственное отношение народа к тому, кто достоин спасение, а кто смерти. Ты шлешь моряков // на тонущий крейсер, // туда, // где забытый // мяукал котёнок. // А после! // Пьяной толпой орала. // Ус залихватский закручен в форсе. // Прикладами гонишь седых адмиралов // вниз головой // с моста в Гельсингфорсе. Анищенко предположил, что в данных программных стихах Маяковский провозгласил «о замене пушкинского гуманизма „новым“». Писатель, литературовед и прозаик, литературный критик Бенедикт Сарнов приведя текст стихотворения и цитату из Пушкина, дал следующий комментарий: «„Этот жалобно мяукающий котёнок, забытый на тонущем крейсере, которого кидается спасать опьяневшая от крови революционная матросня, прямой потомок той кошки, которую, рискуя жизнью, вытаскивает из горящего дома один из героев беспощадного пушкинского русского бунта“». Литературовед, критик Игорь Сухих остановился на эпизоде с пожаром в Кистенёвке при анализе повести писателя Сергея Довлатова «Заповедник» («Неразложимое, химическое сочетание бессмысленно-равнодушной жестокости и органически-неприметной доброты — откуда это?»), где содержится недвусмысленная отсылка к «Дубровскому». Так, университетский неуч и стукач Гурьянов заявил на экзамене, что его очень впечатлила повесть Пушкина «Домбровский». Отметив этот эпизод, Сухих прокомментировал противоречивое поведение Архипа («безжалостно, „с злобной улыбкой“, сжигает в запертом доме приказных-подьячих, но, рискуя жизнью, спасает бегающую по горящей крыше кошку („божия тварь погибает“)» при характеристике довлатовского героя Михаила Ивановича: «странное сочетание жестокости и доброты повторяется в тех же деталях (запертый дом, кошка), но с переменой знаков».
Анатолий Кони, русский юрист, судья, государственный и общественный деятель, литератор, в речи по поводу столетия со дня рождения Пушкина, прозвучавшей 26 мая 1899 года, отмечал, что у классика русской литературы имеются «глубочайшие психологические наблюдения относительно преступления». В качестве одного из примеров Кони привёл эпизод из «Дубровского»: «Он отмечает, например, те непостижимые внутренние противоречия захваченной губительною мыслью души, которые так поражают иногда юристов-практиков. Таков кузнец Архип, запирающий людей в поджигаемом доме, отвечающий на мольбы о их спасении злобным „как не так!“ и в то же время с опасностью жизни спасающий с крыши пылающего сарая котенка, чтобы „не дать погибнуть божьей твари“». По мнению российского философа, литературоведа и культуролога Игоря Кондакова, данная фраза кузнеца Архипа, не считающего подъячих «божьими тварями» и потому не собирающегося их спасать, не только отражает застарелую ненависть к чиновникам со стороны крестьян, сопоставимую с презрением со стороны дворян, но и, будучи частью эпизода жестокой расправы, является примером негативного отношения к государственным служащим в творчестве Пушкина. Доктор юридических наук Алексей Победкин в статье «Судопроизводство в творчестве Александра Пушкина: промолчал ли Бог?» подчёркивал, что в сцене пожара проявилось запечатлённое классиком стремление русского национального характера к справедливости. При этом народ (не толпа, не масса, не чернь) может быть и жесток. В качестве подтверждения своей мысли Победкин привёл эпизод пожара в Кистенёвке. «Архип-кузнец, безжалостно сжигая запертых им в доме чиновников, рискуя жизнью, спасает кошку, мяукавшую с крыши горящего сарая, и грозно выговаривает смеющимся мальчишкам: „Бога вы не боитесь: Божья тварь погибает, а вы сдуру радуетесь“». По наблюдению Победкина, в представлении народа, олицетворением которого в данном случае выступает Архип, беспомощная кошка («Божья тварь»), жизнь которой находится в опасности по вине человека, достойна спасения, а «человек» в лице судейских не заслуживает снисхождения, так как превратился в «животное».